# Strobiderus orissaensis
Strobiderus orissaensis là một loài bọ cánh cứng trong họ Chrysomelidae. Loài này được Basu & Halder miêu tả khoa học năm 1987.